# Condado de Villa Amena de Cozbíjar
El condado de Villa Amena de Cozbíjar es un título nobiliario español creado por el rey Carlos II en 1687 a favor de Fernando Sánchez de Teruel y Quesada, esposo de la III señora de dicho lugar. Su nombre se refiere al municipio de Villamena, en la provincia de Granada, formado en 1974 por la unión de las localidades de Cozvíjar y Cónchar.

## Señores de Villa Amena de Cozbíjar
- Paula Porcel de Peralta y Viedma, I señora de la Villa Amena de Cozbíjar;
- Luis de Cepeda Ayala y Porcel, II señor de la Villa Amena de Cozbíjar;
- Luisa de Cepeda Ayala y Porcel, III señora de la Villa Amena de Cozbíjar.

## Condes de Villa Amena de Cozbíjar
- Fernando Sánchez de Teruel y Quesada, I conde de Villa Amena de Cozbíjar;
- Antonio Sánchez de Teruel y Cepeda, II conde de Villa Amena de Cozbíjar;
- Francisco Sánchez de Teruel y Cepeda, III conde de Villa Amena de Cozbijar;
- Fernando Sánchez de Teruel y Ortiz de Zúñiga, IV conde de Villa Amena de Cozbíjar;
- Francisco Sánchez de Teruel y Vera, V conde de Villa Amena de Cozbíjar;
- Juan Bautista Sánchez de Teruel y Quevedo, VI conde de Villa Amena de Cozbíjar;
- María de los Dolores Sánchez de Teruel y Ansoti, VII condesa de Villa Amena de Cozbíjar;
- Juan Bautista de Castillejo y Sánchez Teruel, VIII conde de Villa Amena de Cozbíjar (IV conde de Floridablanca);
- Isidro de Castillejo y Wall, IX conde de Villa Amena de Cozbíjar (VIII duque de Montealegre, XIV conde de Arenales);
- Juan Bautista de Castillejo y Carvajal, X conde de Villa Amena de Cozbíjar;
- Isidro Castillejo y Bermúdez de Castro, XI conde de Villa Amena de Cozbíjar (duque de Montealegre);
- Inmaculada Castillejo Bermúdez de Castro, XII condesa de Villa Amena de Cozbíjar.

- Datos: Q5782208